# Недашковка
Недашковка (укр. Недашківка) — село на Украине, находится в Народичском районе Житомирской области.
Код КОАТУУ — 1823786009. До 25.04.2005 входило в состав упразднённого Голубиевичского сельского совета, имело код 1823782006. Население по переписи 2001 года составляет 7 человек. Почтовый индекс — 11451. Телефонный код — 4140. Занимает площадь 0,131 км².

## Адрес местного совета
11451, Житомирская область, Народичский р-н, с.Межилеска